# Пригниц (историческая область)

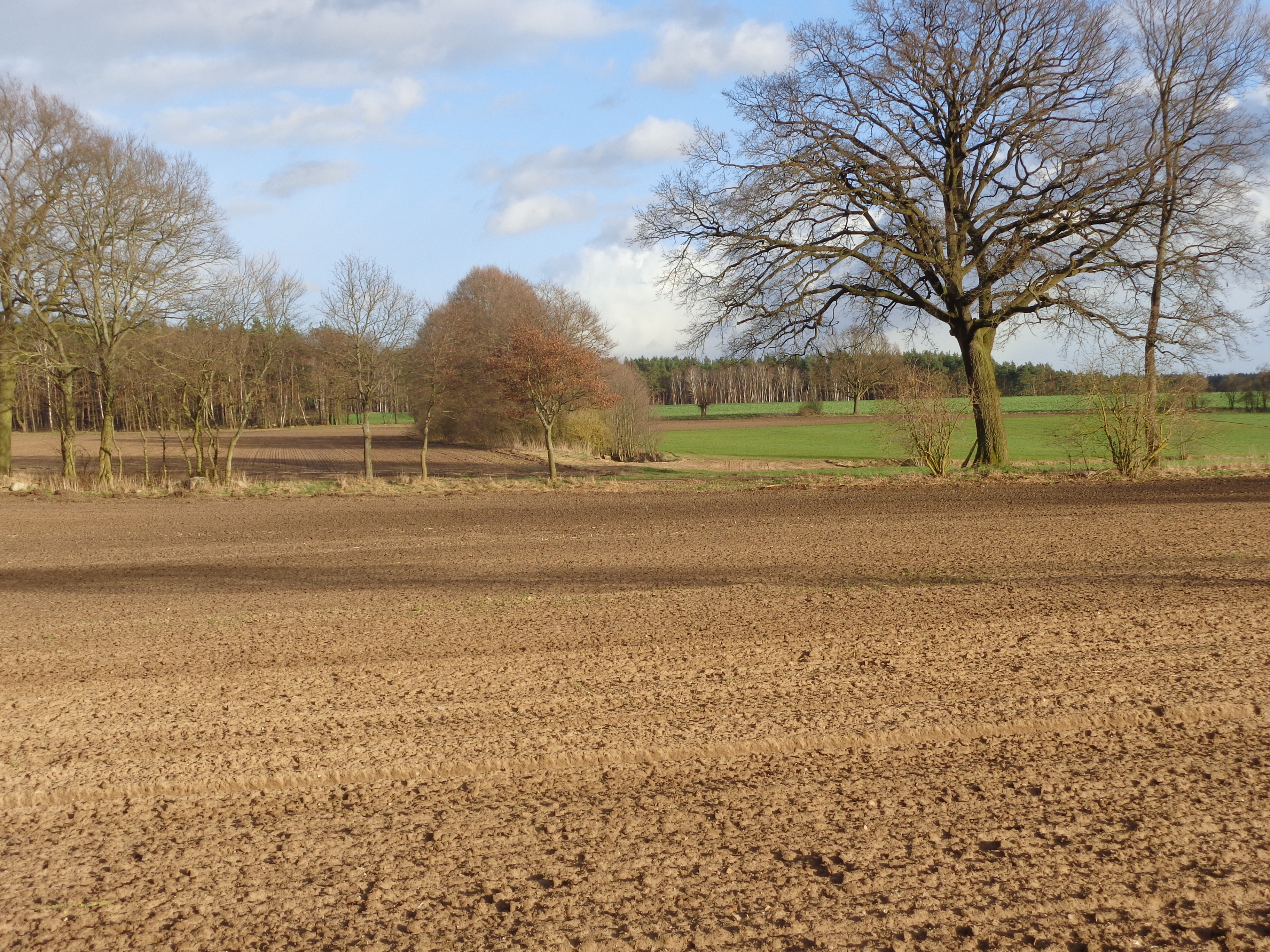
Пейзаж Северного Пригница

При́гниц (нем. Prignitz, в устаревшем правописании Priegnitz, от старополабского pregynica — «непроходимая лесная местность») — историческая область на северо-востоке современной земли Бранденбург, граничившая на севере с Мекленбургом, на востоке — с Руппинер-Ланд, на юге — с Хафельланд, на юго-западе — с Альтмарком и на западе — с Вендланд. Исторический Пригниц включает в себя территорию одноимённого района и части района Восточный Пригниц-Руппин. Небольшая часть исторического Пригница в настоящее время относится к современным землям Мекленбург-Передняя Померания (Людвигслуст-Пархим) и Саксония-Анхальт (у Хафельберга). Старейшее упоминание географического названия «Пригниц» встречается в одной из грамот Лже-Вальдемара 1349 года.
Ландшафт Пригница образуют равнинные земли сельскохозяйственного назначения, леса и пустоши. Пригниц относится к самым малонаселённым районам Германии. Наиболее крупные города Пригница — Виттенберге, Перлеберг, Прицвальк, Витшток и Кириц. В некоторых деревнях Пригница частично используется нижненемецкий язык. В Пригнице популярен велосипедный туризм. Кулинарный символ Пригница — квашеная капуста книперколь.